# Nebila Abdulmelik
Nebila Abdulmelik, née en 1987 à Addis Abeba, est une féministe et une auteure éthiopienne. Responsable de communication de l’organisation non gouvernementale panafricaine Femnet pendant plusieurs années, elle a animé des campagnes contre des violences faites aux femmes au retentissement international.

## Biographie
Elle est née en 1987 dans une famille, au sein d’une fratrie de 3 filles auxquelles les parents s’emploient à procurer la meilleure éducation possible.  Son père meurt lorsqu’elle a 13 ans. En tant que jeune femme musulmane d’origine harari, elle dit avoir souffert de discriminations, qui sont à l’origine de ses engagements de militante. Elle obtient une bourse pour des études supérieures aux États-Unis, et étudie à l’Université de Californie à Los Angeles, en Études africaines, avec des recherches universitaires sur le droit à l’alimentation. De retour en Afrique, elle suit des cours de français, s’implique dans l’écriture de poésie, fait du bénévolat pour le Programme alimentaire mondial et travaille également pour une lettre d’information de l'Alliance française. Puis elle travaille d’abord comme avocate associée pour Femnet, une ONG des femmes africaines.  Puis elle devient en 2014 directrice de la communication de cette ONG Femnet, et s'installe à Nairobi où est basé le siège de cette organisation. A ce titre, elle anime des campagnes internationales pour dénoncer les violations des droits fondamentaux et les violences faites aux femmes, sur le continent africain.  Elle intervient par exemple sur les enlèvements de jeunes filles mises en esclavage au Nigeria.
Mais une des campagnes sur laquelle elle a réussi à donner un large retentissement, obligeant les forces de l’ordre kényanes à revenir sur un traitement laxiste des criminels, est en 2013 l’agression et le viol d’une adolescente kényane, blessée et handicapée à vie. Pour attirer l’attention sur cette agression restée impunie, Nebila Abdulmelik conjugue  une mobilisation locale et une utilisation des réseaux sociaux, à travers Twitter et surtout Avaaz.org, réunissant plus d’un million de signatures à travers le monde sur une pétition en ligne, aidé de Avvaz mais aussi par Nation Media Group qui lance un appel de dons pour des traitements médicaux dont la victime a besoin. Elle multiplie aussi les échanges avec des médias, qui relayent cette mobilisation, au Kenya, mais aussi au niveau international avec Jeune Afrique,, la BBC, le New York Daily News, la radio-télévision finnoise Yle, etc. Kimberly Brown d'Equality Now, commente ainsi cette affaire : « Le Kenya a une très bonne législation en place contre la violence sexuelle : les défis sont dans l’application de cette législation. Espérons que les choses vont commencer à changer, pour cette fille et pour des milliers d'autres. […] Ce n'est pas seulement un problème kenyan ou un problème africain, c'est un problème mondial ». En maintenant une pression sur les autorités, elle obtient qu'une partie des agresseurs, identifiés rapidement mais ressortis libres dans un premier temps, en 2013, du poste de police, avec une sanction symbolique, soient à nouveau arrêtés, jugés et condamnés en 2015 à 15 ans de prison.  Elle est dans la même période consultée par les médias sur diverses questions, comme The Guardian  en juin 2015 sur l’impact des objectifs de développement durable fixés par les États membres des Nations unies , pour réduire les inégalités entre genres, et les suggestions possibles.
En 2016, elle quitte Nairobi et sa fonction de responsable de communication à Femnet, et revient dans sa ville natale, se consacrant à la photographie et à l’écriture de poésie.